# Puźniki
Puźniki, Pużniki – nieistniejąca obecnie wieś na Ukrainie w rejonie czortkowskim obwodu tarnopolskiego na południe od wsi Zalesie.
Dawniej wieś sołecka w dawnej gminie Koropiec (powiat buczacki) w województwie tarnopolskim, położona na północ od Koropca.
Współcześnie (2008 rok) wieś jest całkowicie wyludniona i porośnięta lasem. Zniszczeniu uległa zabudowa Puźnik, rozebrano kościół i dawną plebanię. Zachowały się niektóre nagrobki na cmentarzu i kapliczka, widoczne pozostałości studzien.

## Historia
W 1921 roku wieś liczyła 833 mieszkańców.
Według wspomnień byłych mieszkańców wsi podczas pierwszej okupacji radzieckiej, 10 lutego 1940 roku NKWD zesłało na Syberię 6 rodzin osadników cywilnych, około 40 osób. W późniejszym czasie aresztowano i deportowano jeszcze kilku Polaków.
W czasie okupacji niemieckiej na terenie wsi ukrywano Żydów:
- polska rodzina Koryznów przechowywała żydowskie dziecko; w latach 1988 i 1990 Instytut Jad Waszem podjął decyzje o przyznaniu sześciu członkom rodziny tytułu Sprawiedliwych wśród Narodów Świata[6];
- Antonina Działoszyńska udzielała schronienia żydowskiej matce z córką; w 2008 roku Jad Waszem przyznał Antoninie (pośmiertnie) oraz jej dzieciom, Janowi i Czesławie, tytuły Sprawiedliwych wśród Narodów Świata[7];
- ks. Kazimierz Słupski pomagał kilkorgu Żydom, m.in. ukrywał na plebanii w Puźnikach przez ponad 3 lata Rozalię Bauer. W 2018 roku pośmiertnie przyznano mu tytuł Sprawiedliwego wśród Narodów Świata[8][9].
- Franciszkanki z Puźnik udzielały pomocy m.in. Rozalii Bauer, Adolfowi Korngutowi[10] i Barbarze Geler Mandel[11]. Przełożonej klasztoru s. Anieli Wesołowskiej  przyznano w 2018 roku pośmiertnie tytuł Sprawiedliwej wśród Narodów Świata[10].

W nocy z 12 na 13 lutego 1945 część mieszkańców wsi została wymordowana przez kureń UPA pod dowództwem Petra Chamczuka «Bystrego», a zabudowania spalone. W dniu 11 września 2008 w Ratowicach poświęcono pomnik pamięci pomordowanych w 1945 mieszkańcom Puźnik i Zalesia Koropieckiego.
W czerwcu 1945 ocalałych mieszkańców Puźnik przesiedlono do Niemysłowic koło Prudnika i Ratowic koło Wrocławia. We wsi pozostało kilka rodzin ukraińskich, mieszanych i kilku Polaków, którzy mieszkali w niezniszczonych domach. W 1946 roku władze osiedliły w Puźnikach kilkanaście rodzin łemkowskich i ukraińskich z Polski. Budynek plebanii adaptowano pod szkołę podstawową. W 1949 władze radzieckie zlikwidowały wieś.

### Poszukiwania i ekshumacje
24 kwietnia 2025 roku w Puźnikach rozpoczęły się działania ekshumacyjne prowadzone przez polsko-ukraiński zespół badaczy, składający się z medyków sądowych, archeologów, genetyków i antropologów. Liczbę wydobytych szkieletów wstępnie oceniono na co najmniej 42.

### Saletyni w Puźnikach 1905-21
W lipcu 1905 r. abp Józef Bilczewski powierzył saletynom parafię w Puźnikach, którą objęli kanonicznie 17 sierpnia 1905 r. Proboszczem został Gabriel Vanroth. Do pomocy miał wikariusza Franciszka Schnydera. Sukcesywnie dołączali do nich kolejni bracia. 30 listopada 1905 r. władze zakonu otworzyły w Puźnikach pierwszy dom zakonny saletynów w Polsce z Gabrielem Vanrothem jako przełożonym. Krótkotrwale istniała w Puźnikach także Szkoła Apostolska saletynów, jednak z powodu złych warunków lokalowych została przeniesiona do Dębowca. 12 maja 1921 r. saletyni zakończyli pracę duszpasterską w Puźnikach.

## Urodzeni
- Kazimierz Agopsowicz
- Aniela Krzywoń (1925–1943) – żołnierka LWP, jedyna Polka, która otrzymała tytuł Bohatera Związku Radzieckiego, jako jedyna kobieta, która nie była obywatelką ZSRR[18].

## Związani z miejscowością
- Aniela Wesołowska – polska nauczycielka, kierowniczka miejscowej publicznej szkoły powszechnej[19].

## Literatura dodatkowa
- Puźniki / oprac. Bartłomiej Gutowski. W: Cmentarze dawnego powiatu buczackiego / pod red. Anny Sylwii Czyż, Bartłomieja Gutowskiego. Warszawa, 2017, s. 647–659. ISBN 978-83-62622-57-3.